# Цивільна структура НАТО
Політичним штабом Північноатлантичного союзу є штаб-квартира НАТО у Брюсселі (Бельгія). Саме у ній розміщуються національні представництва держав-членів НАТО, бюро зв'язку та дипломатичних місій держав партнерів, які власне й утворюють загальну цивільну структуру. Їх роботу забезпечують Міжнародний секретаріат та Міжнародний військовий штаб, котрі також розташовуються у штаб-квартирі НАТО. Коли рішення, прийняті державами-членами, потребують військового втручання, НАТО має військову інфраструктуру та відповідних спеціалістів. Військовий комітет рекомендує заходи, необхідні для забезпечення спільної оборони Євроатлантичного регіону та видає директиви двом командувачам стратегічними підрозділами НАТО — Верховному головнокомандувачу ОЗС НАТО з операцій, що базується в Монс (Бельгія) та Верховному головнокомандувачу по трансформації ОЗС НАТО у Норфолку (шт. Вірджинія, США). Військовий комітет знаходиться у штаб-квартирі НАТО. У своїй роботі він спирається на Міжнародний військовий штаб. Задачі цього штабу аналогічні з задачами, що виконує Міжнародний секретаріат у роботі з Північноатлантичною радою.
У штаб-квартирі НАТО працює близько 4200 штатних співробітників. З цього числа близько 2100 є співробітниками національних делегацій держав-членів та національних військових представництв при НАТО. У Міжнародному секретаріаті (включаючи різні агентства та інші органи НАТО) працює приблизно 1200 цивільних співробітників, а штат Міжнародного військового штабу налічує трохи понад 500 осіб, з яких приблизно 90 є цивільними особами. У дипломатичних місіях держав-партнерів працює ще приблизно 400 співробітників. Цивільні співробітники НАТО працюють в різних країнах світу, в тому числі в агентствах НАТО, розташованих поза Брюсселя, а також в структурах різних командувань НАТО. Їх число становить близько 5200 осіб.

### Штаб-квартира НАТО

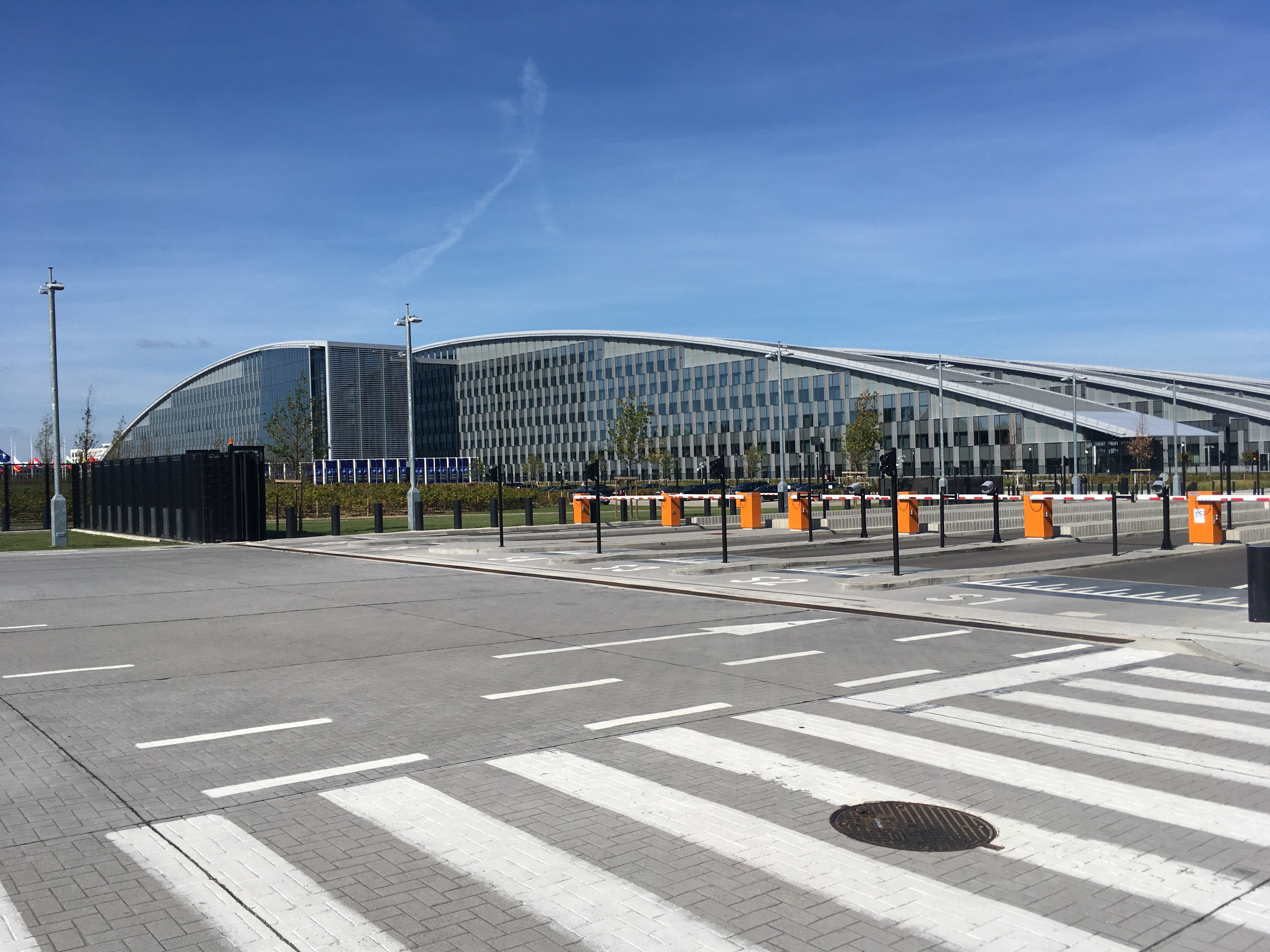
Штаб-квартира НАТО

## Цивільна структураНАТО

### Міжнародний персонал

#### Дипломатичний відділ
- Підрозділ академічних відносин
- Архіви
- Бібліотека НАТО
- Бібліотека ЗМІ
- Студії ТБ і радіо

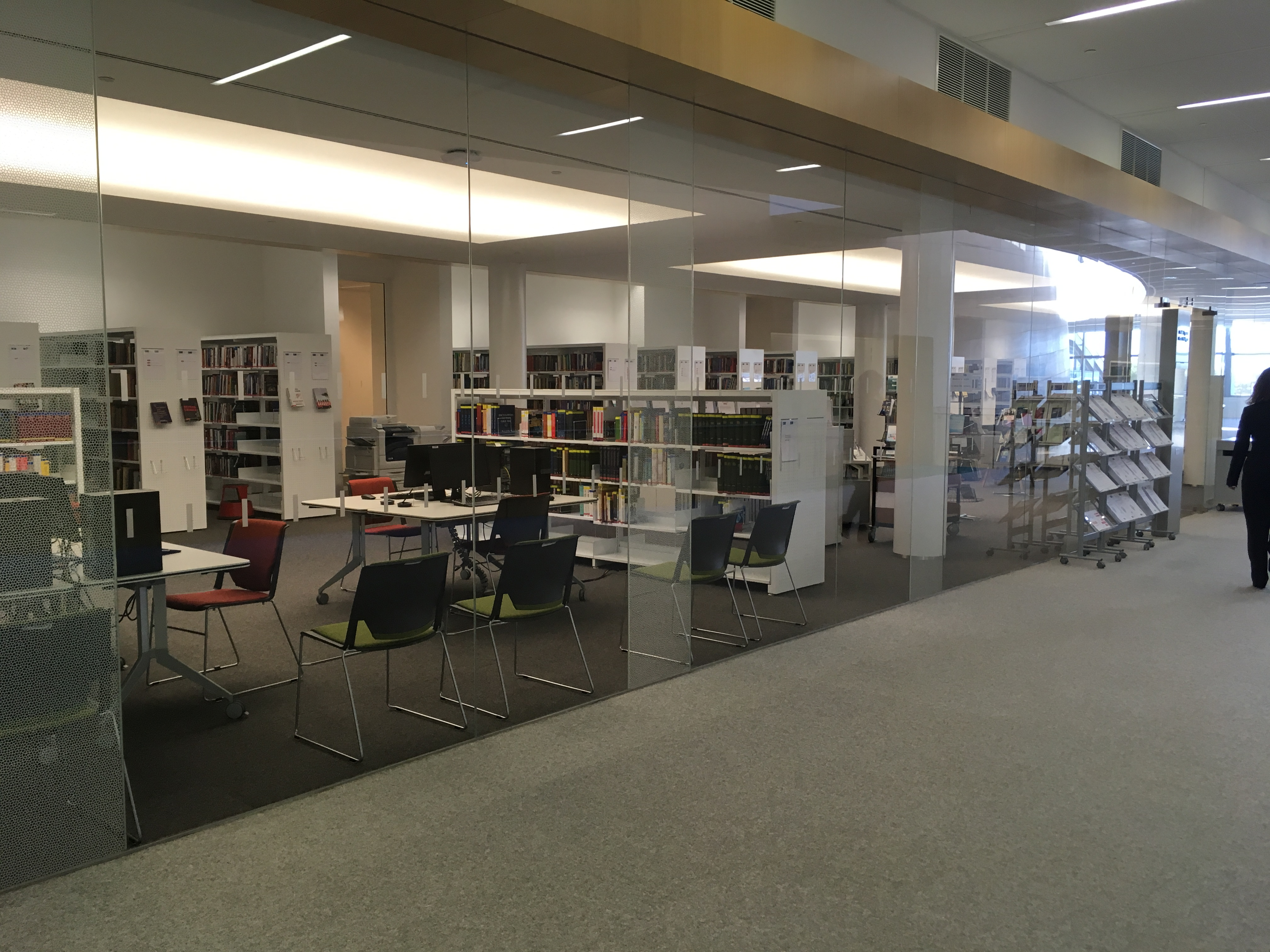
Бібліотека штаб-квартири НАТО

- Підрозділ стипендій та спонсорства
- Підрозділ інформації та документації НАТО в Києві
- Інформаційний підрозділ НАТО в Москві
- Інфопункти союзників у державах-партнерах
- Наука в ім'я миру і безпеки

#### Виконавче керівництво
- Вербувальна служба
- Програма практики НАТО

#### Відділ політики безпеки
- Підрозділ документації програми «Партнерство заради миру»

#### Відділ операцій
- Підрозділ з планування врегулювання кризових цивільних ситуацій
- Координаційний центр євроатлантичної допомоги при катастрофах
- Ситуаційний центр НАТО

#### Відділ оборонних інвестицій
- Тренувальна команда зі знешкодження вибухових речовин та складування боєприпасів
- Група директорів державних систем кодування
- Система кодування НАТО
- Група озброєння ВМС НАТО (NNAG)
- Група озброєння ВПС НАТО (NAFAG)
- Група озброєння сухопутних військ НАТО (NAAG)
- Група безпеки боєприпасів (CASG)
- Група управління життєвим циклом (LCMG)

#### Відділ ресурсів
- Команда консультацій та управління штаб-квартири
- Бюро фінансового контролю
- Бюро голови верховної ради з ресурсів
- Бюро голови ради з цивільного та військового бюджету
- Рада міжнародних аудиторів НАТО
- Організація з виробництва та логістики НАТО

## Офіційні сайти
- https://web.archive.org/web/20140810114845/http://nato.md/ru/poznaj-nato/struktura-nato
- http://www.nato.int/cps/en/natolive/structure.htm